# Darkush
Darkush (tiếng Ả Rập: دركوش; cũng đánh vần Darkoush hoặc Derkush) là một thị trấn ở miền bắc Syria, một phần hành chính của Tỉnh Idlib, nằm ở phía tây bắc Idlib dọc theo biên giới Syria Thổ Nhĩ Kỳ trên sông Orontes. Các địa phương gần đó bao gồm al-Janudiyah, Zarzur và al-Najiyah ở phía tây nam, Jisr al-Shughur ở phía nam và Millis và Maarrat Misrin ở phía đông. Theo Cục Thống kê Trung ương Syria, Darkush có dân số 5.295 trong cuộc điều tra dân số năm 2004. Thị trấn cũng là trung tâm hành chính của Darkush nahiyah, bao gồm 19 ngôi làng với dân số kết hợp là 23.022. Cư dân của nó chủ yếu là người Hồi giáo Sunni.

## Lịch sử
Một dòng chữ tại thị trấn, có từ thời La Mã, chứng thực sự tồn tại của một người đóng tàu trong thị trấn, đóng những chiếc thuyền đi trên sông để sử dụng trên Orontes. Thị trấn cũng có phần còn lại của một cây cầu cổ. Việc Kitô giáo hóa thành phố có lẽ đã xảy ra sau năm 322.
Trong các cuộc thập tự chinh, thị trấn là tài sản của Công quốc Antioch  cho đến khi nó bị Saladin bắt vào năm 1188. Thị trấn rơi trở lại Thập tự quân dưới thời Bohemond VI của Antioch và Tripoli vào năm 1260. Thành phố cuối cùng đã được Mamluk Sultan Baibars chiếm lại vào năm 1267. Không có gì còn lại của thành Crusader của thị trấn, vì nó được khai thác để xây đá. Darkush được nhà địa lý người Syria Yaqut al-Hamawi đến thăm vào những năm 1220, dưới thời cai trị của Ayyubid. Ông lưu ý rằng đó là một "pháo đài gần Antâkiyyah, thuộc 'Tỉnh Awâsim ".
Vào ngày 13 tháng 8 năm 1822, thị trấn và các khu vực xung quanh bị tàn phá bởi một trận động đất lớn. Trận động đất được cho là đã giết chết 20.000 người cùng lúc.

### Kỷ nguyên hiện đại
Đầu những năm 1960, nó được mô tả là một ngôi làng lớn gồm 2.500 cư dân và "một trong những nơi đẹp nhất" trong khu vực của nhà địa lý học và tác giả Robert Boulanger.
During the ongoing Syrian civil war which started in March 2011, Darkush was captured by anti-government forces in November 2012. Until then, the town was roughly divided politically with the residents in the northern part supporting the opposition while the south largely supported the government. Damaged buildings formerly belonging to the security forces marked the dividing line between the two sections. By late JanuaryBản mẫu:Year? the town was firmly in rebel hands and is used as a launching point for military operations against government-held positions in the mountains to the south.

## Địa lý
Thị trấn Darkush nằm trong một con sông trong lưu vực sông Orontes, dưới chân đồi của dãy núi An-Nusayriyah.